# دولشن
دولشن (به لهستانی:  Dulsin) یک روستا در لهستان است که در گمینا گورووو ایواوتسکیه واقع شده‌است.